# Cyril Rool
Cyril Rool (* 15. April 1975 in Pertuis, Département Vaucluse) ist ein ehemaliger französischer Fußballspieler. Er ist derjenige Spieler in der über 80-jährigen Geschichte der Ligue 1, der während seiner bis 2010 dauernden Karriere am häufigsten des Feldes verwiesen wurde.

## Die Vereinskarriere
Cyril Rool, ein eher schmächtiger defensiver Mittelfeldspieler, begann bei einem kleinen Verein aus Aix-en-Provence mit dem Fußballspielen und wurde 1993 – obwohl er nicht in einem Fußballinternat eines Proficlubs (Centre de Formation) ausgebildet worden war – vom korsischen Zweitligisten SC Bastia unter Vertrag genommen. Ein Jahr später stand er erstmals in deren in die höchste Spielklasse aufgestiegenen Elf und gehörte ab dann zur Stammformation. In seinen 27 Begegnungen dieser Saison wurde er 17 mal verwarnt und zweimal vom Platz gestellt. Dabei erhielt er, wie auch in den folgenden Jahren, diese persönlichen Strafen kaum je für eine besonders brutale Spielweise, sondern meist wegen Unsportlichkeiten (Ballwegschlagen, Widerworte gegen Schiedsrichterentscheidungen u. ä.) oder Foulspielens. Der impulsive Südfranzose bezahlte damit auch für seinen großen Siegeswillen und sein kämpferisches Naturell, was ihn beim eigenen Anhang sehr beliebt machte, ihn bei den Referees allerdings schnell negativ bekannt werden ließ. Rool selbst räumt ein, dass ihm bewusst ist, dass insbesondere die Platzverweise auch seiner Mannschaft schaden (nach jeder vierten gelben Karte folgt zudem ein Spiel Sperre), aber: "Wenn ich spiele, denke ich nicht mehr daran".
1998 wechselte er zum RC Lens, für den er ebenfalls fünf Jahre die Fußballschuhe schnürte – unterbrochen von einer Saison bei Olympique Marseille, das ihn aber bereits nach zwei Monaten an die AS Monaco auslieh –, ohne dass das kühlere nordfranzösische Klima etwas an seinem Temperament auf dem Platz und den regelmäßigen Sanktionen geändert hätte. Mit Lens gelang ihm 1999 immerhin der Gewinn des Ligapokals. Die Spielzeit 2004/05 absolvierte er im marineblauen Dress von Girondins Bordeaux, wo ihm neben der notorischen Zahl von gelben und roten Karten immerhin auch sein erstes Ligator gelang. 2005 kehrte er an die Mittelmeerküste zurück, wo er seither für OGC Nizza spielt. Die Saison 2005/06 war (nach 1996/97 und 2000/01) erst die dritte in seiner bisher dreizehnjährigen Profilaufbahn, in der er kein einziges Mal des Feldes verwiesen wurde. In der Spielzeit 2006/07 hat er es nach den ersten 20 Spieltagen bereits auf zehn Verwarnungen gebracht, musste somit bereits zweimal aussetzen; im Pokal sah er im Januar 2007 nach einem Ellbogenstoß dann auch wieder Rot und wurde für fünf Spiele gesperrt, was sich in Frankreich auch auf Ligaspiele auswirkt. Und am 30. Spieltag der Ligue 1 wurde er aufgrund einer gelb-roten Karte zum 20. Mal in seiner Karriere vom Feld gestellt. In der Saison 2007/08 ernannte ihn sein Trainer Frédéric Antonetti dennoch zu einem der gleichberechtigten Mannschaftskapitäne des OGC. Am 5. Spieltag der Saison 2008/09 erhielt er wieder einmal eine rote Karte, diesmal für ein Foul im Strafraum, über das der Schiedsrichter nachträglich zugab, dass er seinem Linienrichter besser nicht vertraut hätte.
Gegen Ende seiner Laufbahn spielte Rool bei Nizza und Marseille, bei dem er 2009 einen zweiten Anlauf unternahm, auch auf der linken Seite der Viererkette. Außer dem Ligapokalsieg mit Lens und der Rolle als „Kartenkönig der Liga“ war Cyril Rool spät noch an zwei weiteren Titelgewinnen beteiligt, als Olympique Marseille 2010 Ligapokal und Landesmeisterschaft in seine Trophäensammlung einreihte. Auch die Trainer der Équipe tricolore haben sich seiner Kämpferqualitäten nie bedient.
Insgesamt brachte es Rool in seiner Karriere auf 25 rote und 187 gelbe Karten.

### Spielerstationen
- Aix-en-Provence (bis 1993, als Jugendlicher)
- SC Bastia (1993–1998; 100 D1-Spiele, sechs rote und 47 gelbe Karten)
- RC Lens (1998–2001; 64 Spiele, fünf rote und 27 gelbe Karten)
- Olympique Marseille (Juli/August 2001; 4 Spiele, eine rote und zwei gelbe Karten)
- AS Monaco (2001/02; 19 Spiele, zwei rote und zehn gelbe Karten)
- RC Lens (2002–2004; 30 Spiele, drei rote und 16 gelbe Karten)
- Girondins Bordeaux (2004/05; 28 Spiele, zwei rote und sieben gelbe Karten)
- OGC Nizza (2005–2009; 106 Spiele, zwei rote Karten)
- Olympique Marseille (2009–2010; 2 Spiele, keine rote Karte)

## Palmarès
- Französischer Meister: 2010
- Französischer Ligapokalsieger: 1999, 2010
- Europapokaleinsätze: 23 Spiele zwischen 1997 und 2003, davon 10 in der Champions League (mit Lens) und 13 im UEFA-Pokal (mit Bastia und Lens)